# Kasim kan
Kasim bin Žanibek kan (kazaško قاسم بن جانيبك خان, قاسيم بن Жанибек хан, romanizirano Kasim bin Žanibek han), znan po svojem skrajšanem vladarskem imenu Kasim kan, je bil sin Žanibek kana, * 1454, Uzbeški kanat, † 1521, Sarajčik, Kazaški kanat. 
Vladal je kot četrti kan Kazaškega kanata od približno 1511 do 1521 in velja za največjega kazaškega voditelja, ki je združil kazaška plemena. Čeprav je bil kazaški kan uradno Burunduk kan, je bila oblast v Kasimovih rokah. Burunduk kana je sčasoma izgnal in je umrl v Samarkandu. Kasim kan je imel brata Adik kana, ki je bil poročen s sultanijo Nigar kanim, hčerko Junus kana iz Mogulistana. Ko je Adik kan umrl, je Kasim kan njegovo ženo vzel za svojo. 
Kasim kan na splošno velja za enega največjih vladarjev Kazaškega kanata. Kmalu po prevzemu oblasti leta 1510 se je boril proti svojemu bratrancu Mohamedu Šajbaniju za oblast nad regijo Dešt-i-Kipčak. Potem ko so Šajbani in Uzbeki utrpeli hude izgube v številnih bitkah blizu Balhaškega jezera, se je Uzbeški kanat strinjal, da Kasimu prepusti vsa nekdanja uzbeška ozemlja severno od Sir Darje. To je Kasim kanu dejansko omogočilo, da je osvojil celoten sedanji Kazahstan, večji del današnjega Uzbekistana in dele jugozahodne Sibirije, zahodne Kitajske in Kirgizistana. Kazaški kanat je imel oblast nad tem ozemljem do 18. stoletja, ko so se začeli napadi Ruskega carstva na severu, Buharskega emirata na jugu in Dzungarjev na vzhodu. 
Po svojih osvajanjih na račun Mohameda Šajbanija je Kasim začel dolgoročno krepiti moč kazaške države. Zaslužen je za ustvarjanje prvega pisnega kazaškega zakonika, ki ga je poimenoval Svetla cesta Kasima kana, kot tudi za ustvarjanje nekaterih prvih zapisov kazaškega jezika v arabski pisavi, ki se je uporabljala do začetka 20. stoletja. 
Kasim kan, tudi sam veren musliman, je bil zagovornik islamske kulture in pokrovitelj umetnosti. Pod njegovo vladavino so vsi prebivalci današnjega Kazahstana v celoti sprejeli sunitski islam, ki se je začel širiti po stepi Dešt-i-Kipčak v 13. stoletju, vendar se je trdno uveljavil šele pod njim in šajbanidskimi vladarji pred njim. Mirza Muhammad Haidar Dughlat, kazaški čagatajski guverner Kašmirja, je obširno pisal o Kasimovih uspehih v svoji knjigi Tarikh-i-Rashidi. Z razmeroma opaznimi izjemami osmanskega sultana Selima I. in safavidskega šaha Ismaila I. je Dughlat menil, da je Kasim eden od  najmočnejših vladarjev vzhodnega islamskega sveta. Kasim je ukazal gradnjo številnih mošej in mavzolejev, zlasti v severnem Kazahstanu, od katerih jih veliko stoji še danes. Proti koncu svoje vladavine je sklenil zavezništvo z vzhajajočim timuridskim princem Baburjem, s katerim je delil skupnega sovražnika Mohameda Šajbanija. 
Kasim je imel s svojima dvema ženama tri sinove. S Sultan Nigar Kanum je imel sina Abulhajra in s Kaniku Sultan Kanum sinova Mamaša in Haknazarja. Kasima je nasledil sin Mamaš, njega pa dolgo zatem brat Haknazar. 